# Westtransdanubien

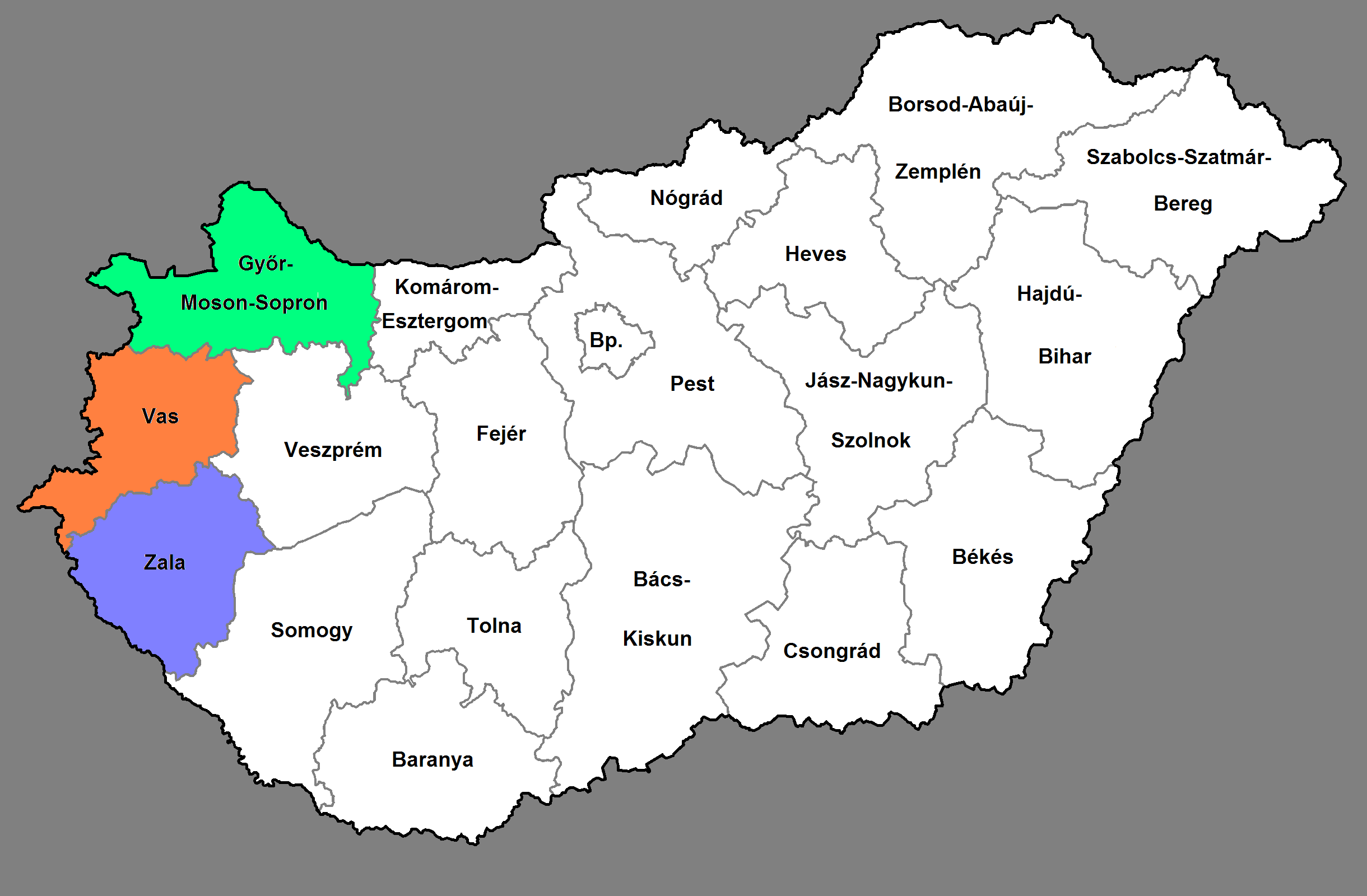
Komitate Westtransdanubiens hervorgehoben

Westtransdanubien (ungarisch: Nyugat-Dunántúl) ist eine Region in Westungarn und Teil von Transdanubien (lat. jenseits der Donau; ungarisch Dunántúl.). Die größten Städte Westtransdanubiens sind Győr und Szombathely.
Westtransdanubien bildet eine statistische Region nach der NUTS-Klassifikation (Code: HU22).

## Geographie
Westtransdanubien umfasst den südwestlichen Teil des Landes und erstreckt sich über eine Fläche von 11.209 km². Die Region liegt in Mitteleuropa und ist vollständig binnenländisch, da Ungarn keinen Zugang zum Meer hat. Sie grenzt im Westen an Österreich und im Südwesten an Slowenien. Im Osten liegt Mitteltransdanubien, im Südosten Südtransdanubien. Die Region ist fruchtbar und reich an Bodenschätzen. Sie verfügt über zahlreiche Thermalquellen.
Die Topographie ist vielfältig, mit fruchtbaren Böden an den Hängen der Zala-Hügel und dem Vorgebirge der Alpen. Die oberen Lagen der Zala-Hügel waren einst mit Kiefern- und Buchenwäldern bedeckt. Westtransdanubien umfasst drei Komitate – Zala, Vas und Győr-Moson-Sopron.

## Verwaltungsgliederung
Die Region setzt sich zusammen aus den Komitaten:
- Győr-Moson-Sopron,
- Vas und
- Zala.

## Wirtschaft
Die Region ist eine der wohlhabendsten in Ungarn.
Ferner ist sie mit Anteilen an der Euroregion Centrope beteiligt.